# Aéroport Adisutjipto
Pour les articles homonymes, voir JOG.
L'aéroport international Adisutjipto (code IATA : JOG • code OACI : WAHH) est l'aéroport de la ville de Yogyakarta en Indonésie. Il est situé à l'est de la ville. Il est remplacé par le nouvel aéroport international de Yogyakarta et sert aussi de base aérienne pour l'Armée de l'air indonésienne.
L'aéroport couvre une superficie de 900 hectares. Il possède une piste de 2 200 m × 45 m.
L'aéroport a été inauguré comme international en 2004, après un combat de plus de 30 ans pour obtenir ce statut. Jusque-là, Yogyakarta dépendait des aéroports de Jakarta et Denpasar à Bali pour l'accès au commerce et au tourisme internationaux. Avec plus de 8,6 millions de passagers en 2017, il est le 8e aéroport indonésien.
Adisutjipto va être progressivement remplacé par le nouvel aéroport international de Yogyakarta dans le kabupaten de Kulon Progo.

## Situation
| Banda Aceh Denpasar Pangkal · Pinang Tanjung · Pandan Djakarta-Soekarno-Hatta Bengkulu Solo Semarang Pangkalan · Bun Palangkaraya Sampit Palu Djakarta-Halim Perdanakusuma Samarinda Malang Surabaya Balikpapan Ende Kupang Komodo Gorontalo Jambi Bandar Lampung Ambon Tarakan Ternate Manado Gunung · Sitoli Medan Wamena Biak Merauke Timika Jayapura Pekanbaru Batam Tanjung · Pinang Bau-Bau Banjarmasin Makassar Palembang Bandung Pontianak Ketapang Bima Lombok Manokwari Sorong Padang Yogyakarta |

## Galerie de photographies

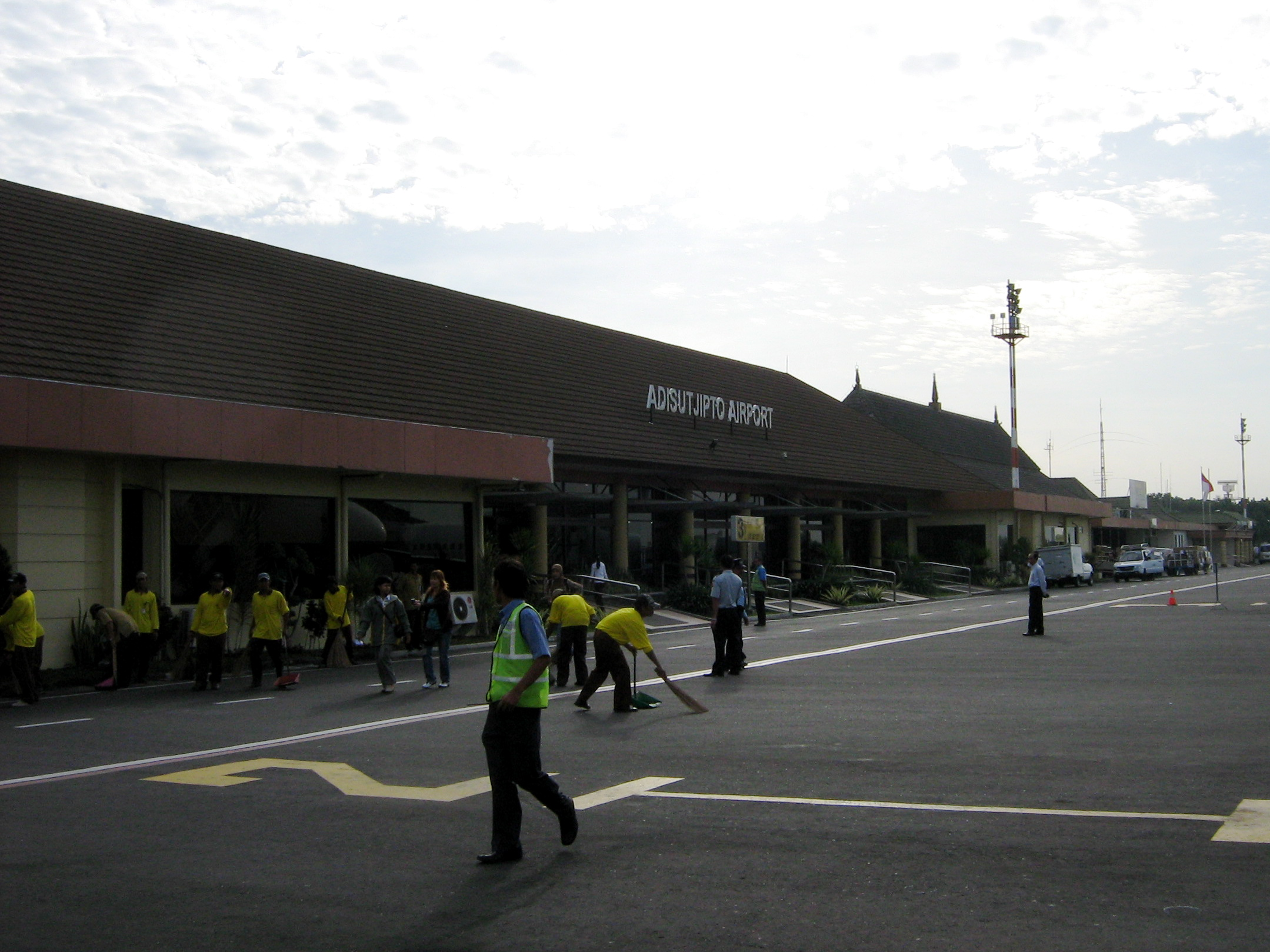
L'aérogare.
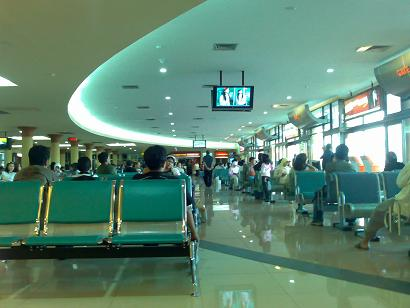
La salle d'attente.
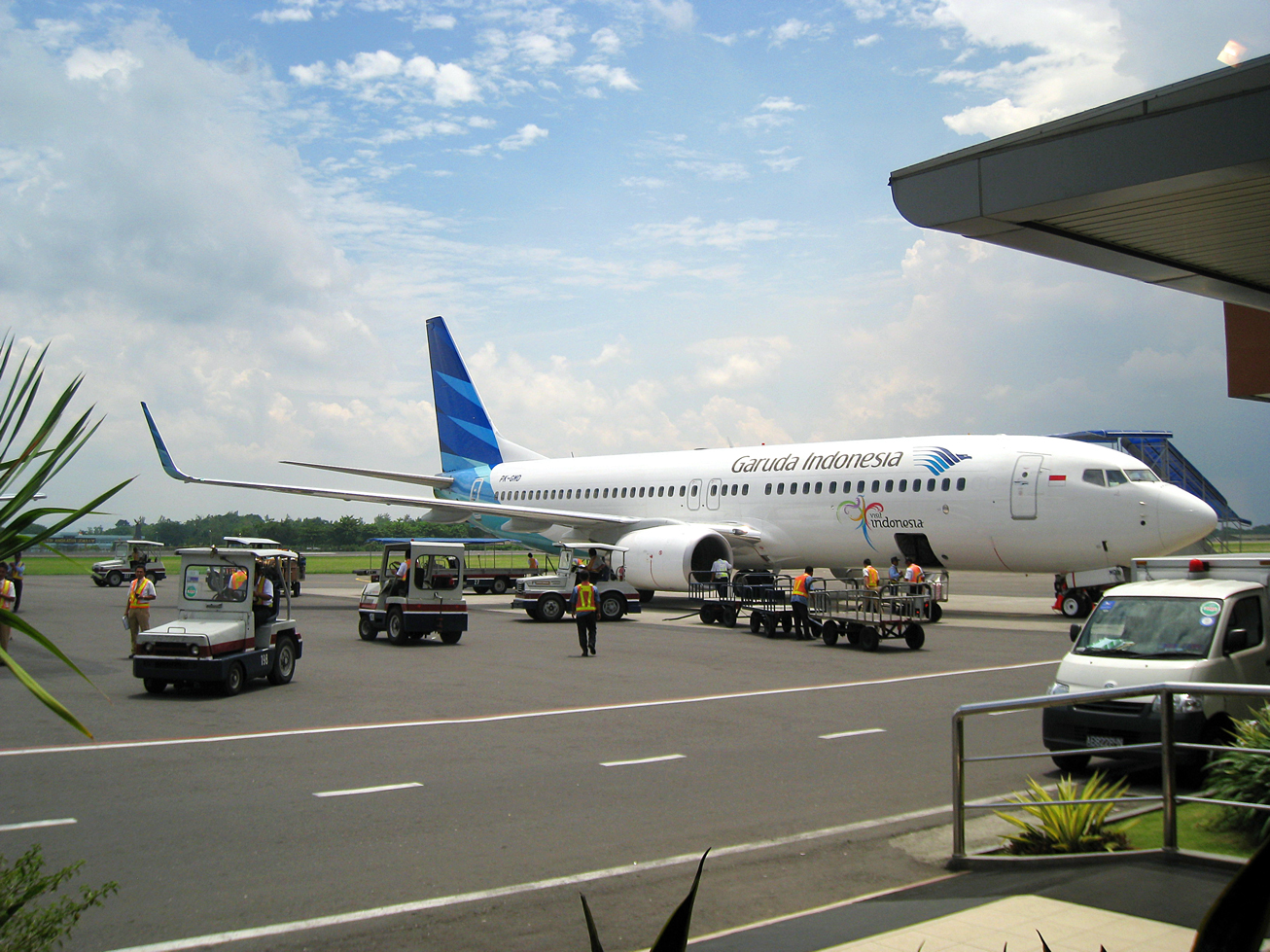
Boeing 737-NG de Garuda Indonesia à l'aéroport de Yogyakarta.

## Compagnies et destinations
| Compagnies | Destinations                                                         |
| ---------- | -------------------------------------------------------------------- |
| Citilink   | Jakarta-Halim-Perdanakusuma                                          |
| FlyJaya    | Jakarta-Halim-Perdanakusuma (débute le 4 juillet 2025)               |
| Susi Air   | Bandung-H.-Sastranegara, Karimunjawa (en) (débute le 4 juillet 2025) |

Édité le 03/07/2025

## Statistiques
| Année | Passagers | Fret (tonnes) | Mouvements d'appareils |
| ----- | --------- | ------------- | ---------------------- |
| 2002  | 2 579 371 | 2 579         | 11 758                 |
| 2003  | 1 480 566 | 3 712         | 17 018                 |
| 2004  | 2 442 915 | 8 309         | 27 102                 |
| 2005  | 2 558 262 | 11 268        | 25 961                 |
| 2006  | 2 564 144 | 9 668         | 23 050                 |
| 2007  | 2 598 549 | 10 528        | 22 559                 |
| 2008  | 2 793 769 | 11 628        | 24 150                 |
| 2009  | 3 368 228 | 11 209        | 37 894                 |
| 2010  | 3 690 592 | 12 307        | 46 457                 |
| 2011  | 4 291 646 | 12 850        | 51 216                 |
| 2012  | 4 998 028 | 13 718        | 58 629                 |
| 2013  | 5 775 947 | 14 820        | 64 719                 |
| 2014  | 6 236 578 | 15 923        | 72 868                 |
| 2015  | 6 380 336 | 16 104        | 83 773                 |
| 2016  | 7 208 557 | 17 124        | 95 885                 |
| 2017  | 8 634 369 | 18 145        | 103 944                |

Source : A-Z World Airports

## Sécurité
L'aéroport Adisucipto est réputé un des plus dangereux d'Indonésie. La longueur de sa piste a récemment été portée à 2 200 mètres. Elle était auparavant de 1 700 mètres, ce qui limitait son accès aux petits porteurs du type Boeing 737 et forçait malgré tous ceux-ci à toucher le sol dès le début de la piste et à freiner à fond pour ne pas en sortir à l'autre extrémité.
Malgré cet allongement de la piste, un accident aérien grave y a eu lieu le 7 mars 2007, faisant 22 morts. Un Boeing 737-400, vol 200 de la compagnie Garuda Indonesia avec 140 occupants (dont 133 passagers), en provenance de Jakarta, a glissé hors de la piste lors de l'atterrissage, pour finir dans une rizière. Les résultats préliminaires de l'enquête indiquent que l'avion allait encore trop vite et que les volets n'étaient pas en bonne position pour l'atterrissage (sources : Antara, AP, Garuda Indonesia).

## Base aérienne

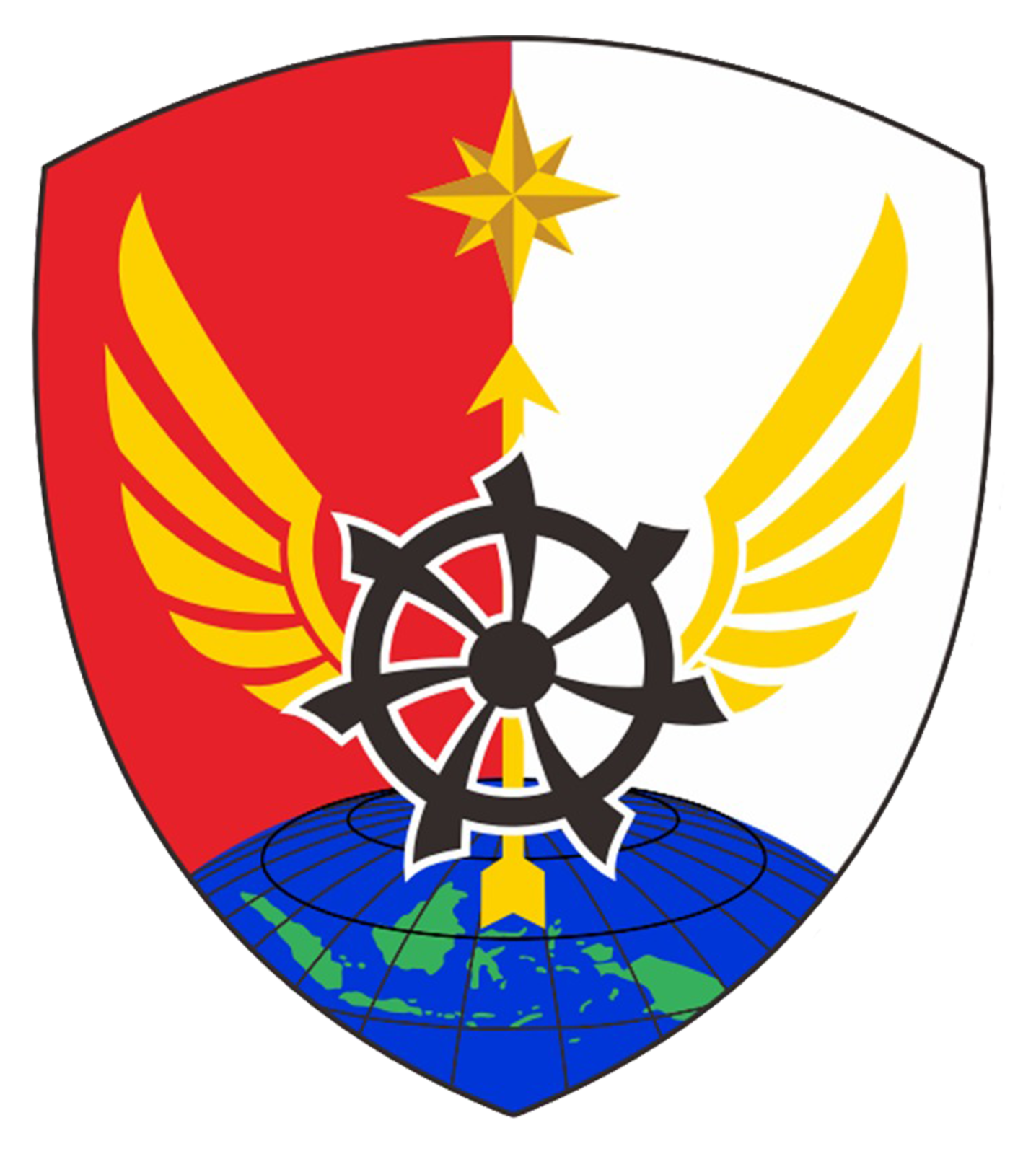
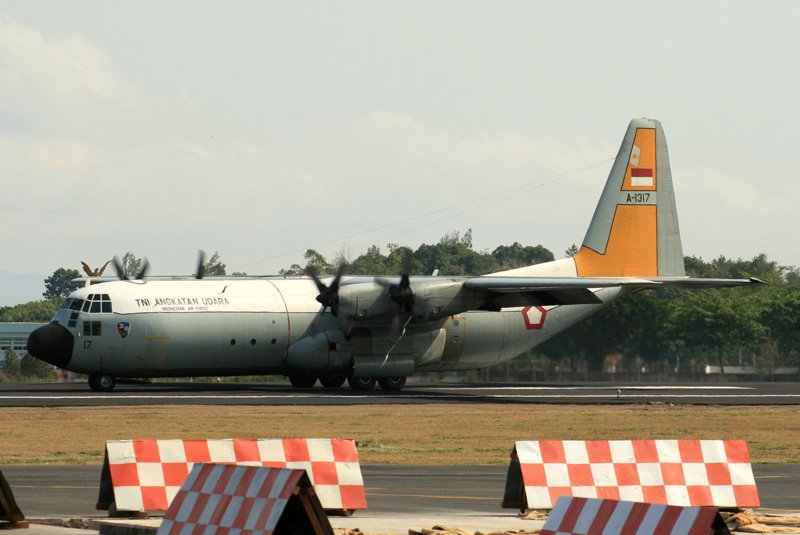
Un Lockheed C-130 Hercules de l'armée de l'air indonésienne sur la base aérienne Adisucipto.

L'aéroport Adisucipto abrite également une base de l'armée de l'air indonésienne.